# Omeisphaera flavimaculata
Omeisphaera flavimaculata es una especie de insecto coleóptero de la familia Chrysomelidae.
Fue descrita científicamente en 2002 por Wang in Li & Jin.